# Kabupaten Nagan Raya
Kabupaten Nagan Raya (indonesiska: Kabupaten Nagan Rayan, Nagan Raya) är ett kabupaten i Indonesien.   Det ligger i provinsen Aceh, i den västra delen av landet, 1 600 km nordväst om huvudstaden Jakarta. Antalet invånare är 147 215.